# نکتار تراپوتیکس
نکتار تراپوتیکس (انگلیسی: Nektar Therapeutics) شرکت داروسازی آمریکایی است، که در سال ۱۹۹۰ تأسیس شد.